# Ткаля (срібна монета)
«Тка́ля» — пам'ятна срібна монета номіналом 10 гривень, випущена Національним банком України, присвячена одному з найважливіших видів господарської діяльності та мистецької культури українців, що був невід'ємною частиною домашніх занять кожної селянської сім'ї — ткацтву. З давніх часів на території України займалися обробленням волокна з льону, конопель і вовни.
Монету введено в обіг 28 липня 2010 року. Вона належить до серії «Народні промисли та ремесла України».

## Опис монети та характеристики
| Номінал грн. | Метал            | Маса, г      | Діаметр, мм | Якість виготовлення       | Гурт                           | Тираж, штук |
| ------------ | ---------------- | ------------ | ----------- | ------------------------- | ------------------------------ | ----------- |
| 10           | срібло 925 проби | 31,1 / 33,62 | 38,61       | спеціальний анциркулейтед | гладкий із заглибленим написом | 10 000      |

### Аверс
На аверсі монети розміщено: угорі малий Державний Герб України, під яким стилізований напис — «НАЦІОНАЛЬНИЙ/БАНК/УКРАЇНИ», у центрі — стилізоване зображення двох півників, ліворуч — прядка, праворуч — ткацькі вироби, унизу — написи: «10»/ «ГРИВЕНЬ»/ «2010».

### Реверс
На реверсі монети зображено ткалю за роботою. Угорі на тлі стилізованого полотна розміщено напис «ТКАЛЯ», з обох боків центральної композиції зображено декоративний квітковий орнамент.

## Автори

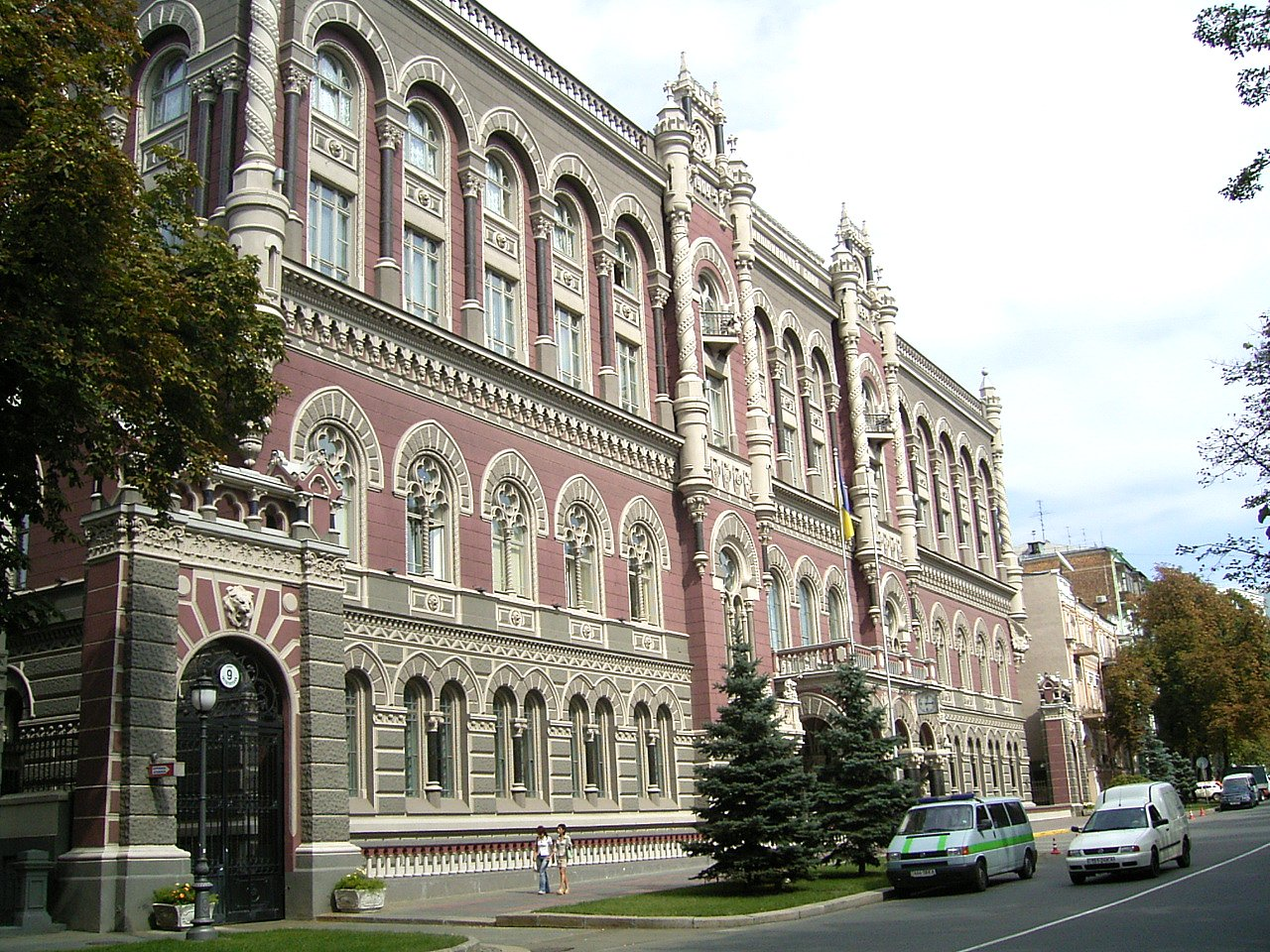
Будівля Національного банку України

- Художники: Таран Володимир, Харук Олександр, Харук Сергій.
- Скульптор — Іваненко Святослав.

## Вартість монети
Ціна монети — 575 гривень була вказана на сайті Національного банку України в 2012 році.
Фактична приблизна вартість монети, з роками змінювалася так:
| Рік        | 2011 | 2012 | 2013 | 2014 | 2015 | 2016 | 2017 | 2018 | 2019 | 2020 | 2021  | 2022  | 2023  | 2024  | 2025  |
| ---------- | ---- | ---- | ---- | ---- | ---- | ---- | ---- | ---- | ---- | ---- | ----- | ----- | ----- | ----- | ----- |
| Ціна, грн. | 450  | 600  | 550  | 520  | 715  | 650  | 890  | 790  | 740  | 750  | 1 150 | 1 400 | 1 700 | 2 900 | 3 300 |